# Carmópolis de Minas
Carmópolis de Minas é um município brasileiro do estado de Minas Gerais, localizado a aproximadamente 110 km da capital Belo Horizonte. Sua população é de aproximadamente 18.500 habitantes e sua área é de 400 km².

## História
Os primitivos habitantes da região foram os índios Carijós, Guaianás e Cataguás. Por volta de 1700, chegaram os primeiros bandeirantes paulistas e portugueses, em demanda ao sertão goiano. Prosseguindo em sua aventura, teriam estes deixado alguns remanescentes cuidando da lavoura, para se garantirem de suprimento durante o regresso. Anos depois, ao voltarem, encontraram o local já desenvolvido, tendo-lhes sido oferecido até pão, manufaturado com trigo de plantio local.
Em 1807 foi iniciada a construção da Igreja Matriz. O povoado foi se desenvolvendo e deu origem à freguesia e ao distrito do Japão (dito Japão de Oliveira), então pertencente ao município de Oliveira (conforme designado pela Lei Provincial nº 1144 de 24 de setembro de 1862 e à Lei Estadual nº 2 de 14 de setembro de 1891).
Sua emancipação político-administrativa aconteceu em 1948 quando foi elevada à categoria de município e passou à ser denominada Carmópolis de Minas (pela Lei Estadual nº 336, de 27 de dezembro de 1948).
Para o antigo nome "Japão", contam-se duas versões não confirmadas: ou teria provindo do nome de um pássaro da região ("japu"?), ou da expressão "já há pão" pronunciada pelos bandeirantes. Esse nome de origem é ainda conservado em uma zona rural, o povoado do Japão Grande.
O nome atual Carmópolis – "cidade (pólis) do Carmo" – homenageia sua padroeira Nossa Senhora do Carmo e remete ao Monte Carmelo por sua topografia montanhosa. Já a designação "de Minas" visa distingui-lo do município homônimo localizado no estado do Sergipe (Carmópolis).

## Geografia e cultura
Quatro sítios arqueológicos se encontram no município, onde são encontrados petróglifos (rochas originárias do período da pré-história contendo inscrições gravadas em sua superfície).
Possui ainda uma importante área de proteção e preservação ambiental do bioma Mata Atlântica, a Estação Ecológica Mata do Cedro. Trata-se de uma área de 1.087 hectares de proteção integral da flora e da fauna, criada e regulada por Decreto Estadual (nº 41.514, de 28 de dezembro de 2000).
Belas cachoeiras se somam ao patrimônio natural do município, como a cachoeira do Japão e a cachoeira da Laje. A Serra da Laje é também um local propício para a prática de escalada e rapel.
Carmópolis de Minas é conhecido como "Capital mineira do tomate" e, de fato, foi classificado como o maior produtor do estado em 2021.
Suas principais festividades são o rodeio, o reinado, o congado, a semana santa e a festa da padroeira Nossa Senhora do Carmo (16 de julho).

## População
O Censo de 2022 registrou uma população municipal de cerca de 18 mil habitantes, sendo 9.109 do sexo masculino e 8.894 feminino.
Os dados do IBGE apontam ainda uma estimativa de 18.500 habitantes em julho de 2024, confirmando a tendência de crescimento populacional dos censos anteriores:
| ano             | nº habitantes |
| 2024 (estimada) | 18498         |
| 2022            | 18003         |
| 2010            | 17048         |
| 2007            | 15743         |
| 2000            | 14348         |
| 1996            | 14052         |
| 1991            | 13635         |
| 1980            | 11322         |
| 1970            | 9999          |

## Carmopolitanos
Alguns carmopolitanos ilustres:
- Célio de Castro (médico, ex-prefeito de Belo Horizonte)
- Petrônio Bax (artista plástico)
- Dom José Belizário da Silva (arcebispo hemérito de São Luís do Maranhão)

## Hino
Hino a Carmópolis de Minas
 

(letra: José Maria Santos, música: Antônio Eustáquio de Oliveira)
Nós te saudamos bela e hospitaleira
Cidade encanto orgulho sem igual
Da fé em Cristo és a pioneira
Minha Carmópolis que não tem rival.
Tens lá no alto a Virgem do Carmelo
Que te abençoa e estende um doce olhar
Para esta turba que em feliz anelo
Teu nome santo quer sempre honrar.
A efígie do pau d’óleo é bem no centro
Das noites frescas e as lua serenata
E o Cristo do outro lado em seu relevo
É o regente da musa na cantata.
Das matas virgens do sertão paulista
Bandeirantes vieram te encontrar
Lá-há-pão, assim exclama um sertanista
Pões teu nome em a fome saciar.
Por isso mesmo nunca morrerás
Triunfarás com garbo varonil
Tupanuara sempre estarás
No coração do meu grande Brasil.